# Araneus sylvicola
Araneus sylvicola är en spindelart som först beskrevs av William Joseph Rainbow 1897.  Araneus sylvicola ingår i släktet Araneus och familjen hjulspindlar.
Artens utbredningsområde är New South Wales. Inga underarter finns listade i Catalogue of Life.